# Bitwa o przedmoście kijowskie

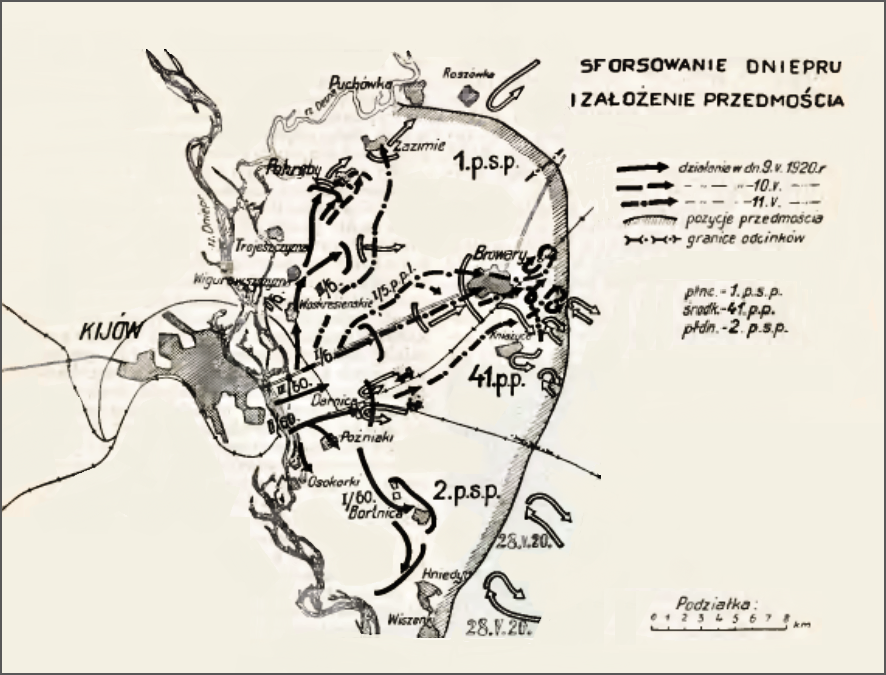
Otton Laskowski (Red.), Encyklopedja wojskowa T. 4

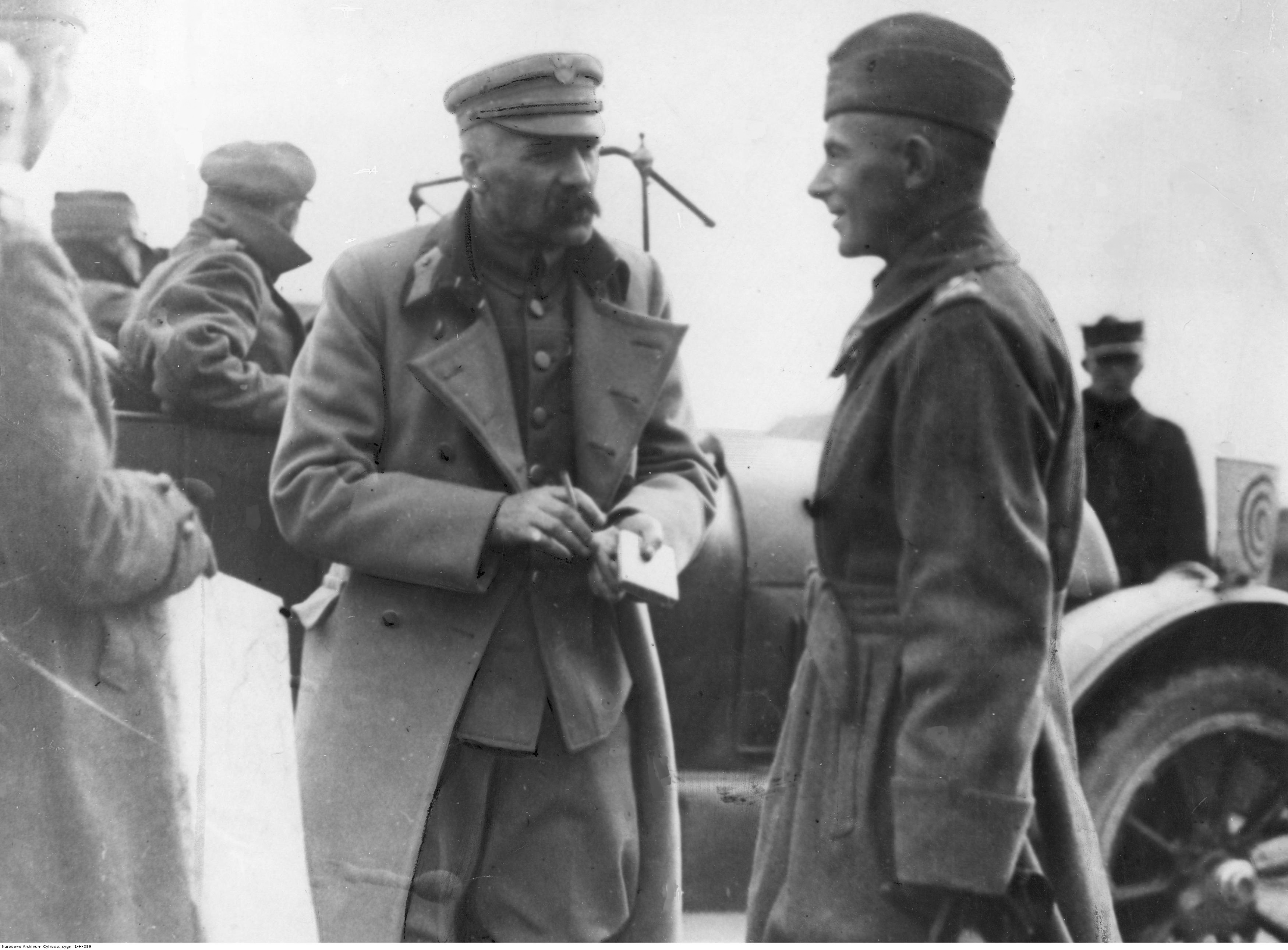
Marszałek Józef Piłsudski w rozmowie z gen. Edwardem Rydzem-Śmigłym w czasie wyprawy kijowskiej

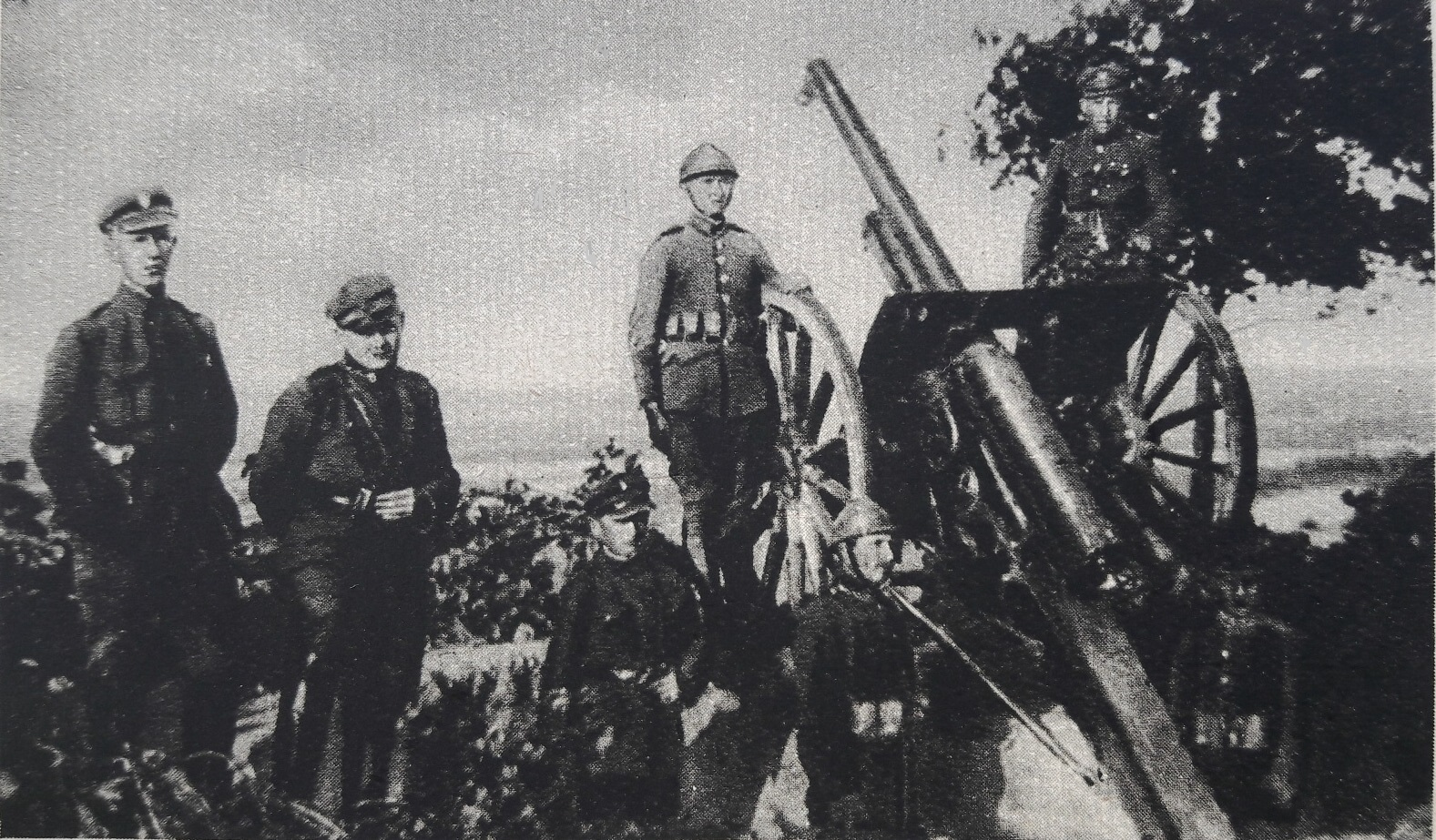
Polska artyleria przeciwlotnicza na Górze św. Włodzimierza pod Kijowem

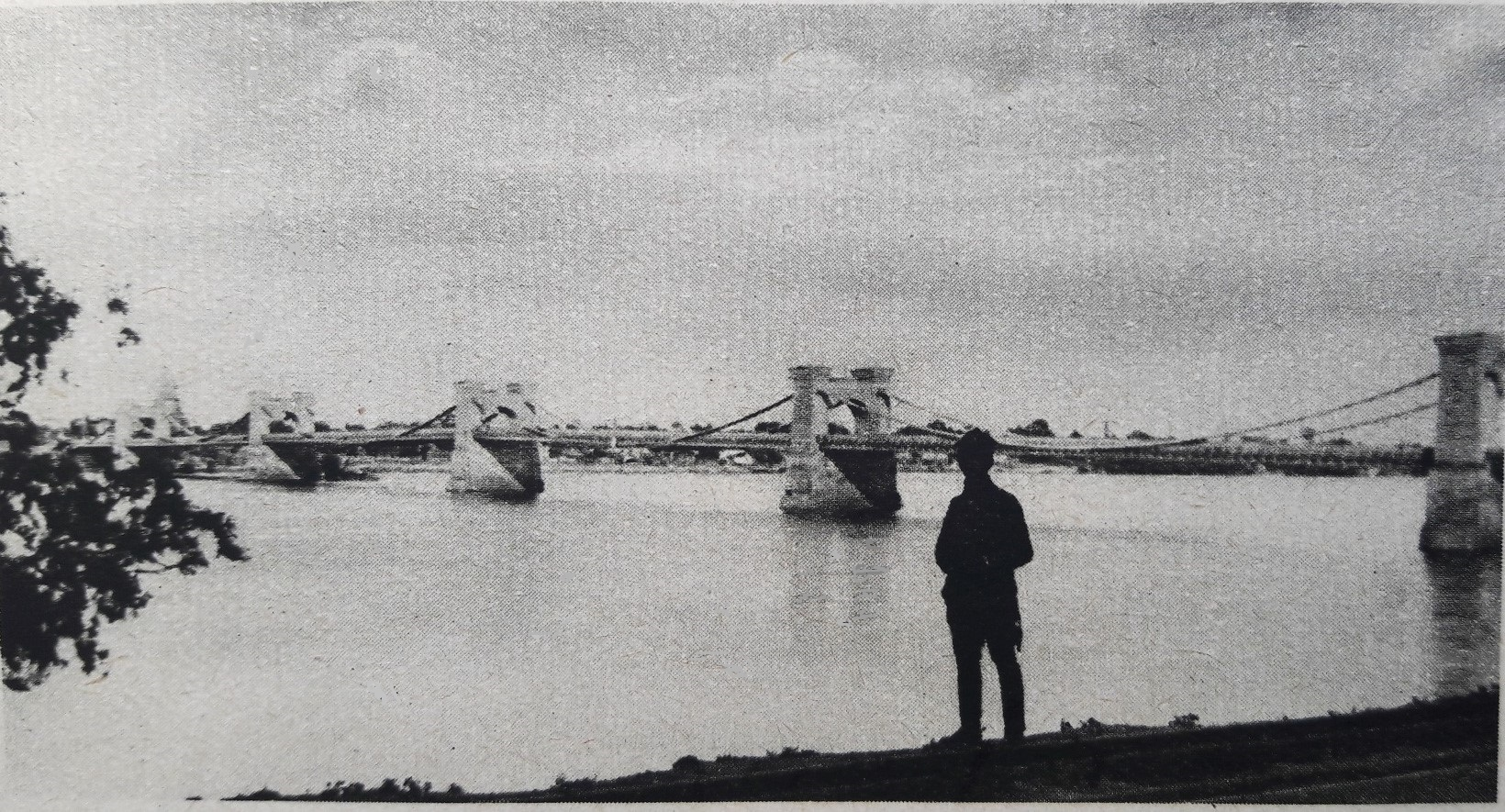
Most łańcuchowy w Kijowie

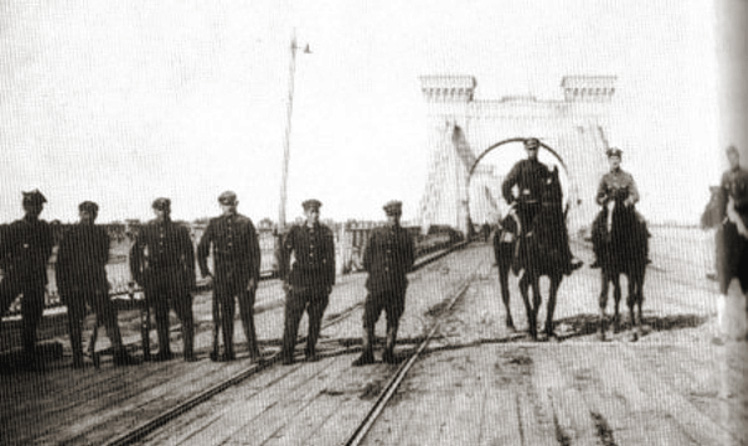
Żołnierze polscy na moście łańcuchowym w Kijowie; maj 1920

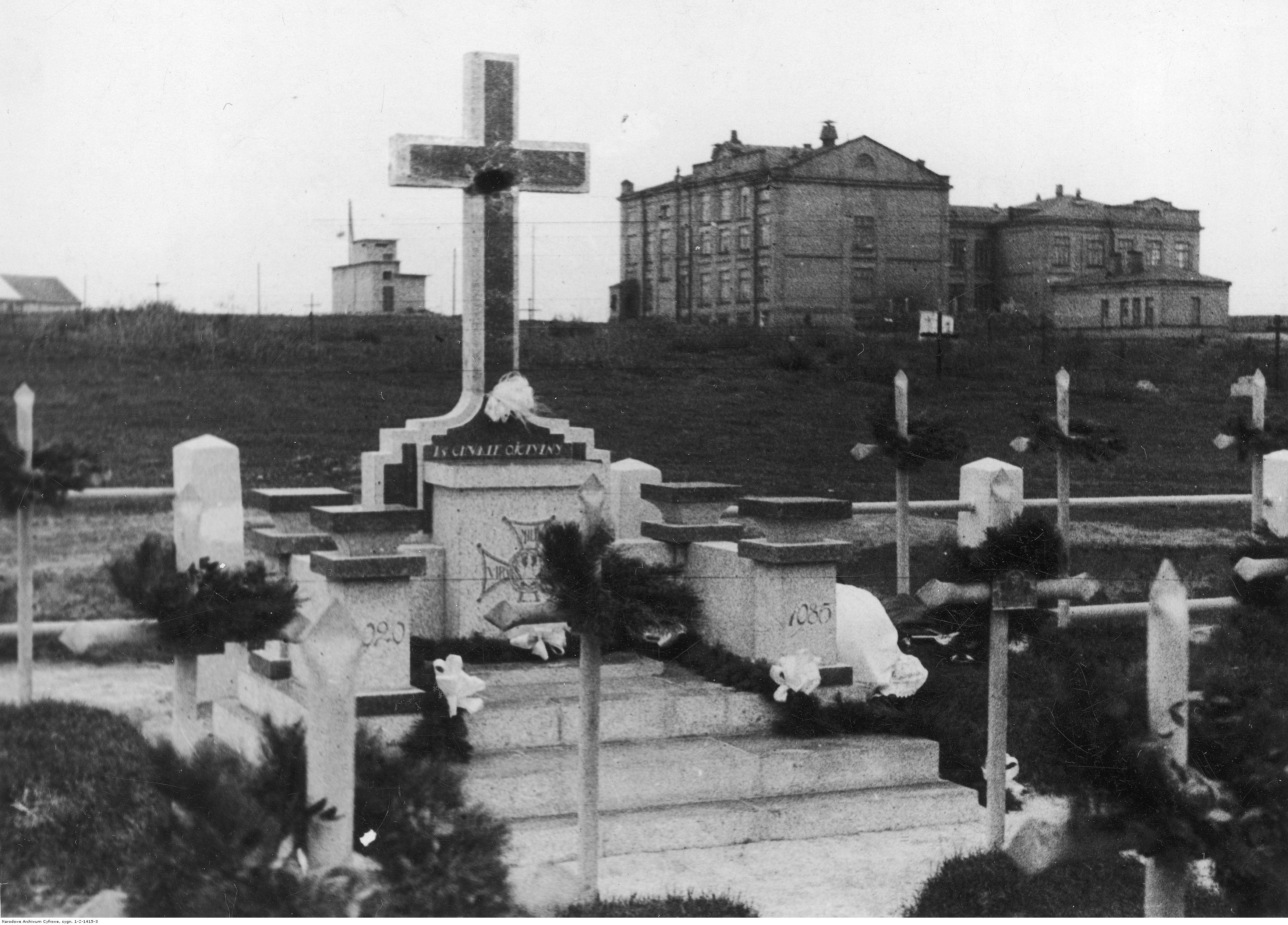
Pomnik żołnierzy polskich poległych w walkach pod Kijowem w 1920 r.

Bitwa o przedmoście kijowskie – walki oddziałów polskiej 3. Armii gen. Edwarda Rydza-Śmigłego z oddziałami sowieckiej 12 Armii toczone w okresie operacji kijowskiej w czasie wojny polsko-bolszewickiej na lewym brzegu Dniepru. Działania te miały na celu utrzymanie sił sowieckich w bezpiecznej odległości dla funkcjonowania Kijowa.

## Sytuacja ogólna
25 kwietnia rozpoczęła się polska ofensywa na Ukrainie. Zgrupowane na froncie od Starej Uszycy nad Dniestrem po Prypeć trzy polskie armie uderzyły na wschód. Po stronie sowieckiej broniły się sowieckie 12 Armia Siergieja Mieżeninowa i 14 Armia Ijeronima Uborewicza, posiadające w swoim składzie siedem dywizji strzelców i jedną dywizję kawalerii.
Polska 3 Armia marszałka Józefa Piłsudskiego wydzieliła ze swoich sił grupę operacyjną gen. Edwarda Rydza-Śmigłego, która uderzając po obu stronach szosy Zwiahel – Żytomierz na froncie szerokości około 60 kilometrów parła na Kijów. Kijów został zdobyty w zasadzie bez walki, a bezpośrednio po zajęciu miasta dowództwo 3 Armii postanowiło utworzyć na wschodnim brzegu Dniepru obszerne przedmoście, które chroniłoby miasto przed bezpośrednim ogniem artylerii sowieckiej i zabezpieczyło organizację ukraińskiej administracji.

## Walki o przedmoście kijowskie
9 maja  polski 6 pułk piechoty Legionów i 60 pułk piechoty uderzyły na mosty na Dnieprze z zadaniem odrzucenia nieprzyjaciela od rzeki. Wsparcie ogniowe zapewniały 1 pułk artylerii polowej Legionów i 15 pułk artylerii polowej oraz baterie artylerii ciężkiej. O 3:30 most łańcuchowy zaatakował pluton ppor. Klemensa Lechnickiego z 1/6 pp Leg. Dotarł on do miejsca, gdzie Sowieci rozebrali jezdnię. Dalej polscy piechurzy posuwali się już po poręczach i żelaznym obelkowaniu. Dowódca plutonu wraz z kilkoma żołnierzami pokonali Dniepr w bród. Ta mała grupka legionistów zniszczyła granatami ręcznymi ustawione u wylotu mostu stanowiska ogniowe karabinów maszynowych i tym samym umożliwiła przeprawę kolejnych pododdziałów pułku. Drugi most, stanowiący przedłużenie pierwszego nad starym korytem rzeki, został zdobyty w walce „na bagnety”. Godzinę później na most kolejowy i drewniany most drogowy uderzyły odpowiednio II batalion 60. pułku piechoty i III/60 pp i zdobyły je. Straty 60 pp to 8 zabitych i 6 rannych.
Mimo licznych kontrataków sowieckich pododdziałów, dalsze natarcie jednostek polskich rozwijało się pomyślnie. O 8:00 zajęto dworzec kolejowy w Darnicy, a o godz. 10:00 osiągnięto rubież: Trojewszczyzna – Pohreby – Darnica – koszary wojskowe – Młynok – Bortnica.
10 maja to przede wszystkim walki z kontratakującym przeciwnikiem. Na południu 60 pułk piechoty odrzucił wszystkie ataki oddziałów sowieckiej 12. Armii, nawet te wspierane przez pociągi pancerne, ale na północy przedmościa pododdziały 6 pp Leg., po całodziennych walkach, zmuszone były opuścić Pohreby. 11 maja oddziały polskie, wzmocnione I/5 pułku piechoty Legionów, wznowiły działania zaczepne z zadaniem rozszerzenia przedmościa do linii Puchówka – Browary – Bortnica. Grupa mjr. Bernarda Monda w składzie I/5 pp Leg. i I/6 pp Leg. uderzyła na Browary. Teren walk wielokrotnie przechodził z rąk do rąk. Podporucznik Stefan Robaszkiewicz z I/6 pp Leg. wiązką granatów zniszczył torowisko i tym samym zmusił sowieckie pociągi pancerne do odwrotu. Brak wsparcia artyleryjskiego ze strony pociągów spowodował, że Sowieci wycofali się z Browarów. Przechodząc do pościgu oddziały polskie odzyskały Pohreby i zajęły Zazimie. Na południe od toru kolejowego pododdziały 60 pp, wzmocnione przez III/6 pp Leg., broniły Darnicy. Po odparciu sowieckich ataków przeszły do natarcia i opanowały Kniażyce. 12 maja odpierano kolejne sowieckie kontrataki, a front ustabilizował się na linii Puchówka – Browary – Wiszenki.
12 i 13 maja dwa zwycięskie polskie pułki zostały zluzowane przez grupę płk. Józefa  Rybaka. Północny odcinek frontu obsadził 1 pułk strzelców podhalańskich, w centrum bronił się 41 pułk piechoty, a południa przedmościa bronił 2 pułk strzelców podhalańskich. Kolejne dni działań bojowych to aktywna obrona polskich pułków i walki ze wzmocnioną sowiecką 58. Dywizją Strzelców. Aktywnymi działaniami Sowieci starali się wiązać siły grupy płk. Józefa Rybaka, aby uniemożliwić przerzucenie ich na inne odcinki frontu. Przeciwnik parokrotnie próbował przełamać front przedmościa. 15 maja stanowiska 41 pułku piechoty atakowała Baszkirska Brygada Kawalerii, 27 i 28 maja ciężka artyleria nieprzyjaciela ostrzeliwała polskie okopy, a pozycje 1 pułku strzelców podhalańskich i 41 pp atakowały 517, 519 i 521 pułki strzelców oraz pododdziały szkolne 7 Dywizji Strzelców. Dochodziło do walk na bagnety. W okolicach stacji kolejowej Browary naliczono ponad 100 poległych czerwonoarmistów, a na odcinku obrony 12/41 pp 87 poległych. Zdobyto także samochód pancerny. Aktywność polskiej obrony realizowano poprzez wypady. W nocy 16 maja 1 i 12 kompanie 41. pp wykonały wypad na Krasiłówtkę i zdobyły ją. 2 czerwca pododdziały 2 pułku strzelców podhalańskich i 1 pp Leg. dokonały wypadu na Boryspol, a 4 i 9 kompania 41 pp pod ogólnym dowództwem por. Wiktora Biretto na Trebuchowo.
8 czerwca, w związku z niepomyślnym rozwojem sytuacji na innych odcinkach frontu, rozpoczęto ewakuację przedmościa. W ciągu następnego dnia oddziały polskie wycofały się na zachodni brzeg Dniepru, a kompania techniczna 41 pułku piechoty przygotowała do zniszczenia mosty na rzece.

Komunikaty prasowe Sztabu Generalnego donosiły:
- (12 maja) Niesłabnące nowe wysiłki nieprzyjaciela, zmierzające do wyparcia nas z lewego brzegu Dniepru na przedmoście Kijowa, w krwawych i nader zaciętych walkach nasze oddziały zwycięsko odparły. Walki te obfitowały w liczne przykłady niezwykłego męstwa i poświęcenia ze strony naszego żołnierza. Szczególny podziw w zbudza bohaterska śmierć podporucznika Robaszkiewicza, który podkładając własnoręcznie minę pod szyny kolejowe, znalazł się pomiędzy dwoma nieprzyjacielskimi pancerkami i widząc, że grozi mu dostanie się do niewoli, po zapaleniu miny dobrowolnie stanął na miejscu wybuchu, składając w ten sposób swe życie w ofierze.
- (13 maja) Kompanja pułku 60 piechoty, pod dowództwem sierżanta sztabowego Landzwejczaka, walcząc w rejonie jeziora Darnicy, pomimo odcięcia od pułku i okrążenia ze wszystkich stron przez nieprzyjaciela, zdołała się utrzymać aż do nadejścia posiłków. Ataki nieprzyjaciela, skierowane na przyczółek mostowy Rzeczycy, zostały odparte.
- (26 maja) Na froncie ukraińskim oddziały nasze na przedpolu przyczółka mostowego w Kijowie zajęły w wypadach Krasiłówkę i Trebuchów.
- (4 czerwca) Na przyczółku Kijowa śmiałym wypadem na Woronków i Boryspol oddziały nasze rozbiły tam stojące wojska bolszewickie, biorąc jeńców, karabiny maszynowe i 2 działa dalekonośne.

## Bilans walk
Zajęcie Kijowa i utworzenie przedmościa zakończyło polską ofensywę na Ukrainie. Z wojskowego punktu widzenia obrona przedmościa kijowskiego była przedsięwzięciem nieefektywnym i wiązała w walce duże siły polskie. Dowódca 3 Armii gen. Rydz-Śmigły nosił się z zamiarem wcześniejszej ewakuacji przedmościa, ale przeważyły względy polityczne i stanowiska na wschodnim brzegu Dniepru utrzymywano do czasu bezpośredniego zagrożenia okrążeniem i sytuacją wytworzoną w rejonie Samhorodka.
Dzień 9 maja, czyli dzień forsowania mostów kijowskich, stał się w 60 pułku piechoty wielkopolskiej dniem święta pułkowego.